# Гомес, Дани
Даниэль Гомес Алькон (исп. Daniel "Dani" Gómez Alcón; 30 июля 1998, Алькоркон, Испания) — испанский футболист, нападающий  клуба «Леванте».

## Клубная карьера
Гомес — воспитанник клубов «Эстудиантес Алькоркон», «Алькоркон» и «Реал Мадрид». В 2017 году для получения игровой практики Оскар начал выступать за дублирующий состав. Летом 2019 года Гомес был арендован клубом «Тенерифе». 17 августа в матче против «Сарагосы» он дебютировал в Сегунде. 15 сентября в поединке против «Альбасете» Лани забил свой первый гол за «Тенерифе». В 2020 году Гомес перешёл в «Леванте», подписав контракт на 5 лет. 13 сентября в матче против «Валенсии» он дебютировал в Ла Лиге.